# بيت القيسي (حجة)

تعديل مصدري - تعديل

بيت القيسي هي إحدى قرى عزلة المعمري بمديرية حجة التابعة لمحافظة حجة، بلغ تعداد سكانها 75 نسمة حسب تعداد اليمن لعام 2004.